# Netelia tinctipennis
Netelia tinctipennis là một loài tò vò trong họ Ichneumonidae.